# Paradoxostoma striungulum
Paradoxostoma striungulum är en kräftdjursart som beskrevs av V. Z. Smith 1952. Paradoxostoma striungulum ingår i släktet Paradoxostoma och familjen Paradoxostomatidae. Inga underarter finns listade i Catalogue of Life.